# Gärtnerstraße
Die Gärtnerstraße ist eine Hauptverkehrsstraße im Hamburger Stadtteil Hoheluft-West. Sie verläuft vom Südende der Breitenfelder Straße in Höhe der Hoheluftchausseenach Südwesten bis zur Straße Im Gehölz an der Grenze zu Eimsbüttel. Sie ist Teil des Ring 2, des mittleren der drei Hamburger Straßenhalbringe, und der Bundesstraße 5. Sie trägt den Straßenschlüssel G007.
Die Straße ist von einer Mischung von gründerzeitlicher Ursprungsbebauung und Bauten aus der Wiederaufbauphase nach dem Zweiten Weltkrieg gesäumt. Nur vereinzelt gibt es neuere Bauwerke. Die gesamte Strecke ist vierspurig ausgebaut.

## Name, Verlauf und Geschichte

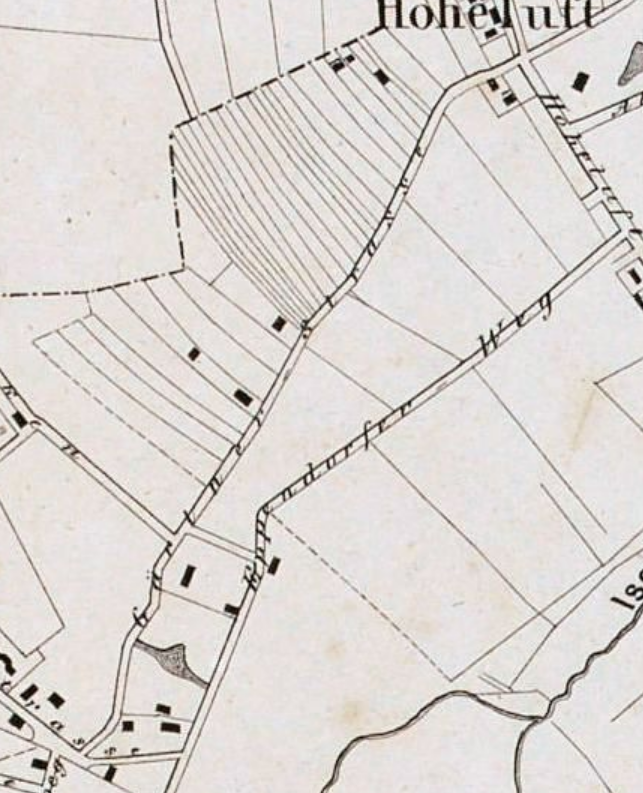
Gärtnerstraße im Plan von Hamburg nebst Umgebung von 1866.

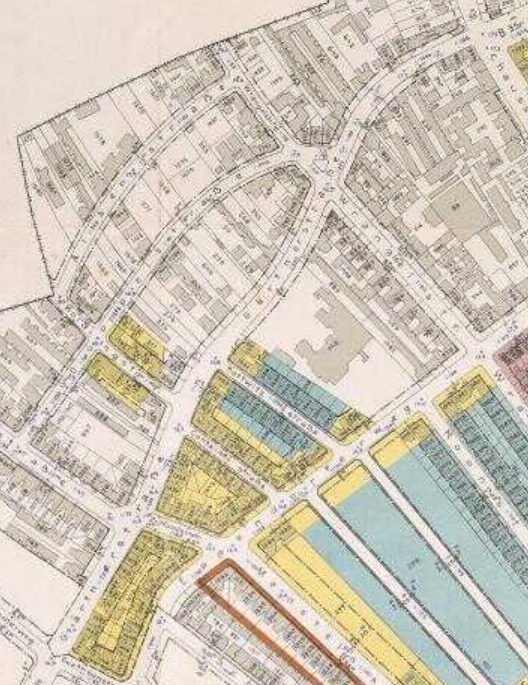
Lage der Gärtnerstraße im Bebauungsplan von 1908.

Die Gärtnerstraße verläuft seit alters her westlich der Hoheluftchaussee durch den Norden der Hohenluft. Sie wurde 1864, als die Hoheluft noch zu Eppendorf gehörte, nach den dort vorhandenen Gärtnereien benannt, womit die volkstümliche Bezeichnung nachvollzogen wurde. Auf einem „Plan von Hamburg und Umgebung“ von 1866 ist lediglich vereinzelte Bebauung zu erkennen. Ende des 19. Jahrhunderts setzte die Verstädterung der Gegend ein und die Gärtnerstraße wurde mit Geschosswohnungsbau gesäumt. Nach den großflächigen Zerstörungen im Zweiten Weltkrieg wurde der gründerzeitliche Altbestand zum Teil instand gesetzt und teilweise durch typische Nachkriegsarchitektur der 1950er und 1960er Jahre ersetzt. Lediglich vereinzelt, wie zum Beispiel beim 2001 errichteten Seniorenzentrum St.-Markus (früher zur St.-Markus-Gemeinde gehörend, heute Teil der Martha-Stiftung), finden sich neuere Bauten. Anfang der 1970er Jahre wurde die Straße auf gesamter Länge vierspurig als Teil des mittleren Straßenhalbringes ausgebaut. Die Straße ist Teil der Bundesstraße 5.

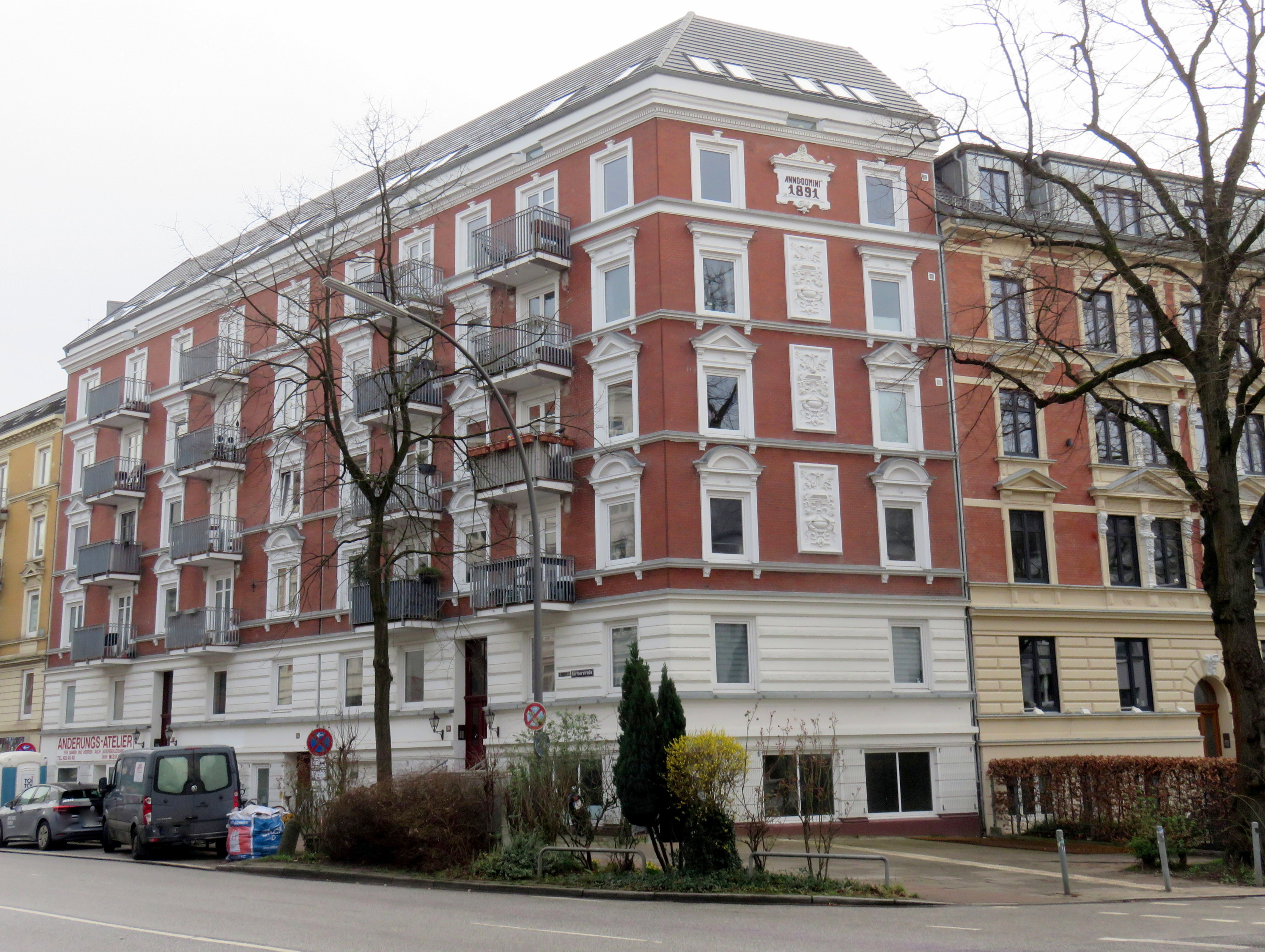
Typische Gründerzeitbebauung an der Ecke Wrangelstraße.

Auf der Ostseite befindet sich innerhalb des Straßenvierecks Gärtnerstraße, Hoheluftchaussee, Eppendorfer Weg und Wrangelstraße der „Geisterspielplatz“. Er befindet sich auf dem Gelände des ehemaligen Pferdebahndepots, das die Hamburg-Altonaer Northwestern Tramway Co. Ltd. 1888 dort errichtet hatte (stillgelegt 1936). Auf der westlichen Straßenseite stehen vor den Häusern 22, 28 und 30 drei alte Grenzsteine von etwa 1910, die unter Denkmalschutz stehen. Ein Stück weiter bilden die Einmündungen der Heckscherstraße (frühere Düppelstraße) und Wrangelstraße eine kleine baumbestandene Dreiecksfläche. Der Sportplatz Gärtnerstraße befindet sich auf der Ostseite hinter den Häusern 63 (Neubau des Seniorenzentrums St. Markus) und 67. Er gehört zur Grundschule Hoheluft und wird auch vom SC Victoria Hamburg genutzt.

## Öffentlicher Personennahverkehr
Die schon vorher bestehende Pferdebahnstrecke der Hamburg-Altonaer Northwestern Tramway Co., die durch die Gärtnerstraße, den Schulweg und dann weiter über Eppendorfer Weg und Schulterblatt in die Innenstadt führte, wurde 1897 elektrifiziert. Sie wurde später als Linie 16 bezeichnet. In den 1920er Jahren fuhren auch die Linien 1 (über die Innenstadt nach Tonndorf) und 14 (über die Innenstadt nach Hamm) von der Hoheluftchaussee kommend durch die Gärtnerstraße. Ab Mitte der 1920er Jahre waren es dann nur noch die 1 und die 14. Die Linienänderungen von 1955 führten dazu, dass fortan ausschließlich die Linie 15 von Altona über den Schulweg kommend und dann weiter über Eppendorf, Winterhude, Mundsburg und Landwehr nach Hamm führend durch die Gärtnerstraße fuhr. Im September 1970 wurde der Betrieb zwischen Altona und Hoheluftchaussee eingestellt und damit der Straßenbahnbetrieb in der Gärtnerstraße beendet. Stattdessen fuhr nun die Stadtbuslinie 113 durch die Straße.
Derzeit befindet sich noch keine Schnellbahnhaltestelle in der Gärtnerstraße. Nächstliegend ist die Haltestelle Hoheluftbrücke der U-Bahn-Linie 3, die etwa 500 Meter entfernt liegt. Im Rahmen der neuen U-Bahn-Linie 5 ist eine Haltestelle Gärtnerstraße an der Ecke Hoheluftchaussee geplant.
Durch die Gärtnerstraße fahren die Metrobuslinien 20 (Altona – Rübenkamp) und 25 (Altona – Hammerbrook) mit den Haltestellen „Gärtnerstraße“ (im Norden), „Kottwitzstraße“ (in der Mitte) und „Goebenstraße“ (im Süden). Die Haltestelle Gärtnerstraße wird außerdem von der Expressbuslinie X35 (Rahlstedt – UKE), der Metrobuslinie 5 (Schnelsen – ZOB) und den Stadtbuslinien 113 (Neumühlen/Oevelgönne – UKE) und 281 (Krupunder – UKE) bedient.

## Stolpersteine für Opfer des Nationalsozialismus
In der Gärtnerstraße wurden vier Stolpersteine für Opfer des Nationalsozialismus verlegt. Vor der Hausnummer 28a liegt ein Stein für Adolf Sonn, der 1942 75-Jährig nach Theresienstadt deportiert und dort ermordet wurde. Vor der Nummer 90 liegt ein Stolperstein für Rudolf Harms, der als Kommunist nach der Machtergreifung der Nationalsozialisten zunächst im KZ Wittmoor und später im KZ Fuhlsbüttel, wo er am 29. Oktober 1934 starb, inhaftiert wurde. Die Machthaber behaupteten, er habe sich umgebracht, dies wurde jedoch von seiner Witwe angezweifelt, zumal ihr verwehrt wurde, den Leichnam noch einmal zu sehen. Ebenfalls 1942 nach Theresienstadt deportiert und dort ermordet wurde Katharina Ebensberger, für die ein Stolperstein vor der Hausnummer 107 verlegt wurde. Schließlich liegt vor der Nummer 117 ein Stein für Renata Rahel Drehmel. Ihre Ehe mit einem Nichtjuden schützte sie zunächst. Ohnehin psychisch angeschlagen versuchte sie sich nach dessen plötzlichen Herztod 1942 mehrfach das Leben zu nehmen. Zunächst wurde sie im Israelitischen Krankenhaus Hamburg behandelt, später in der Heil- und Pflegeanstalt Langenhorn. Schließlich kam sie im April 1943 in das Jüdische Krankenhaus Berlin, wo sie im Juni 1943 starb.

Stolpersteine
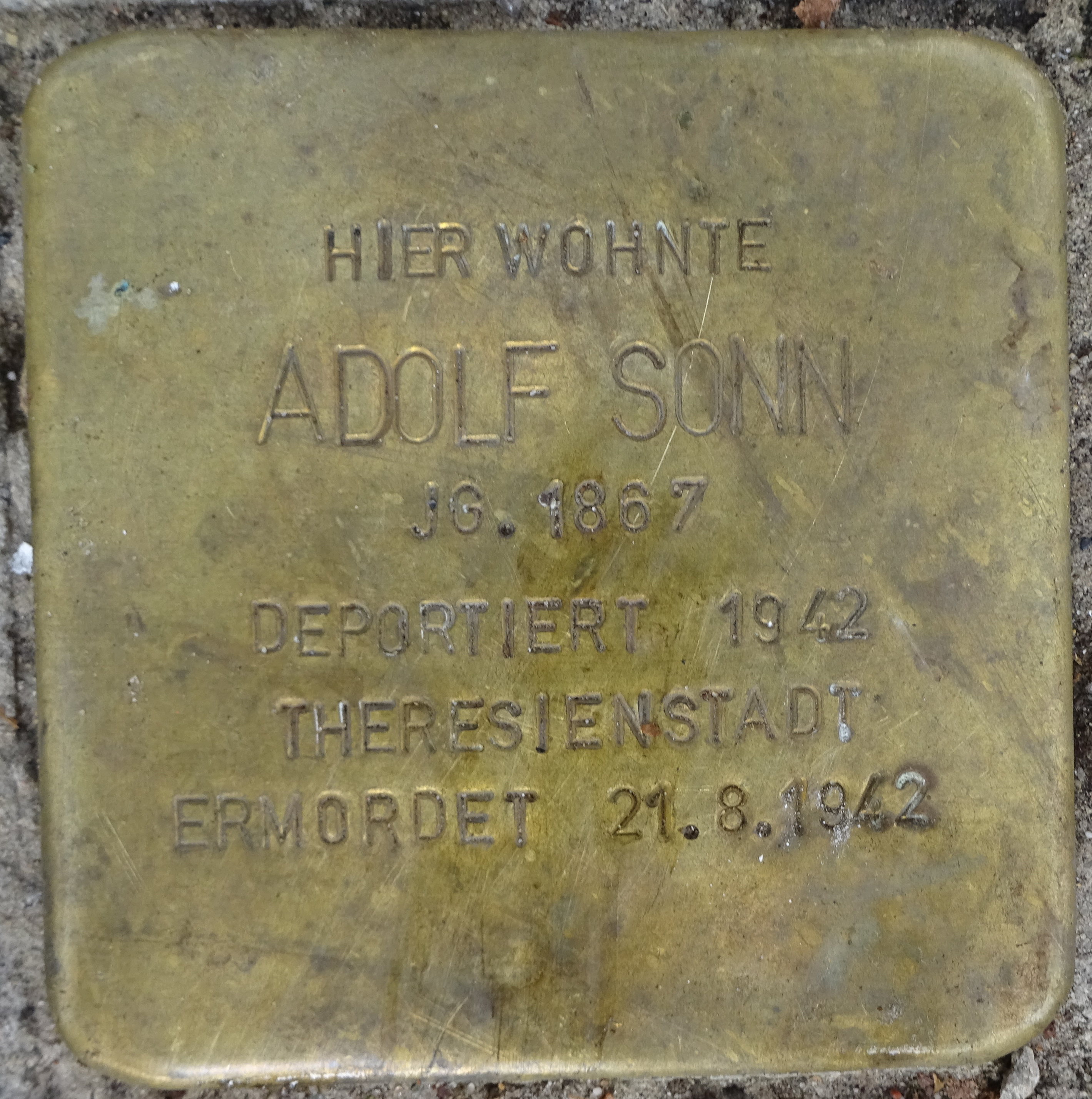
Adolf Sonn vor der Gärtnerstraße 28a
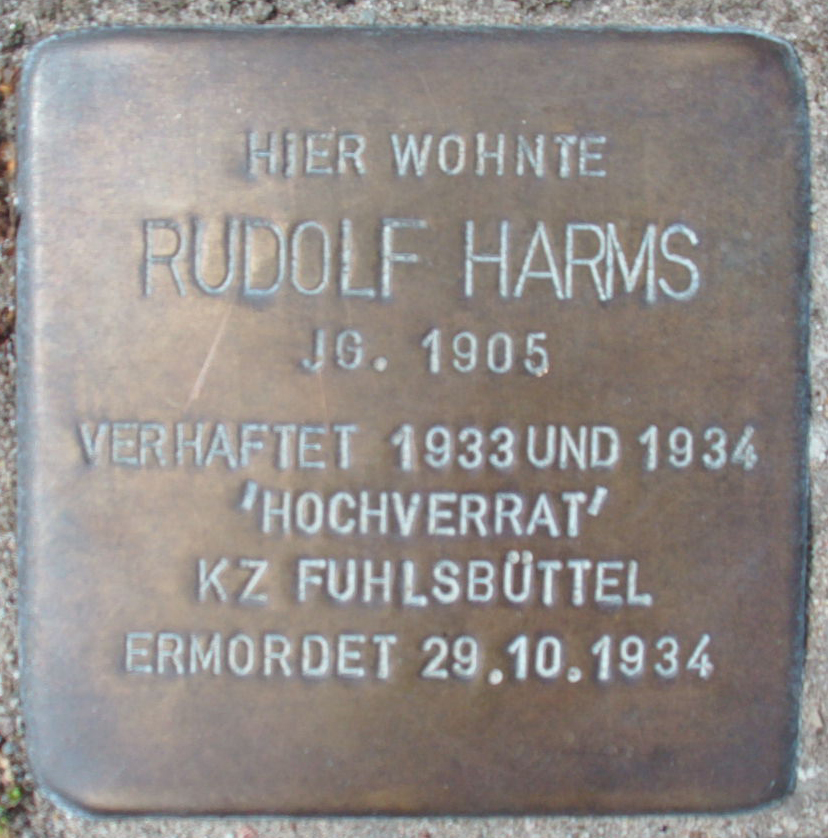
Rudolf Harms vor der Gärtnerstraße 90
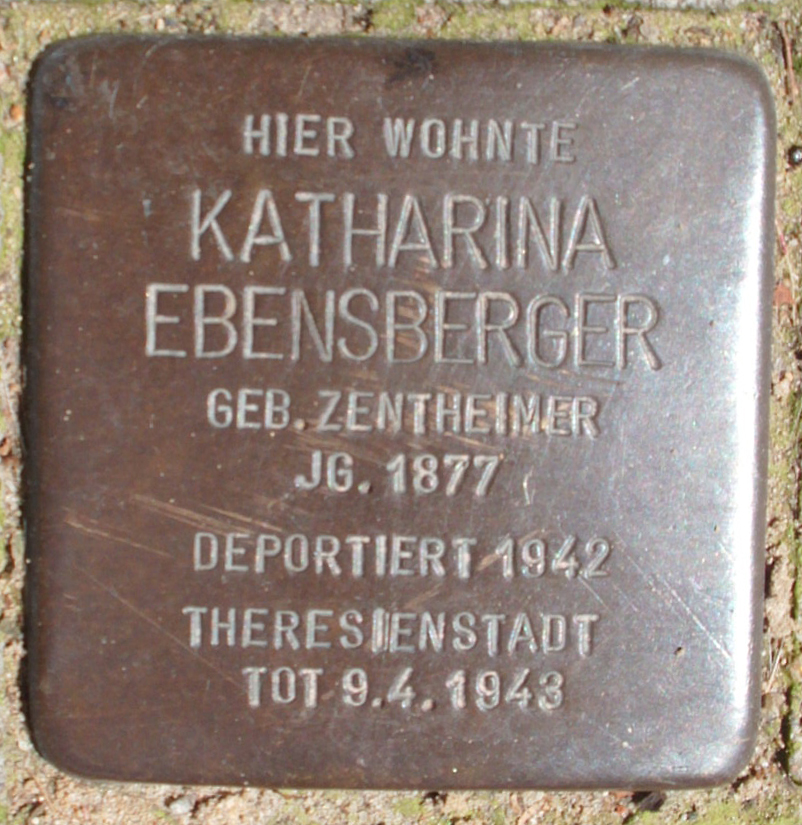
Katharina Ebensberger vor der Gärtnerstraße 107
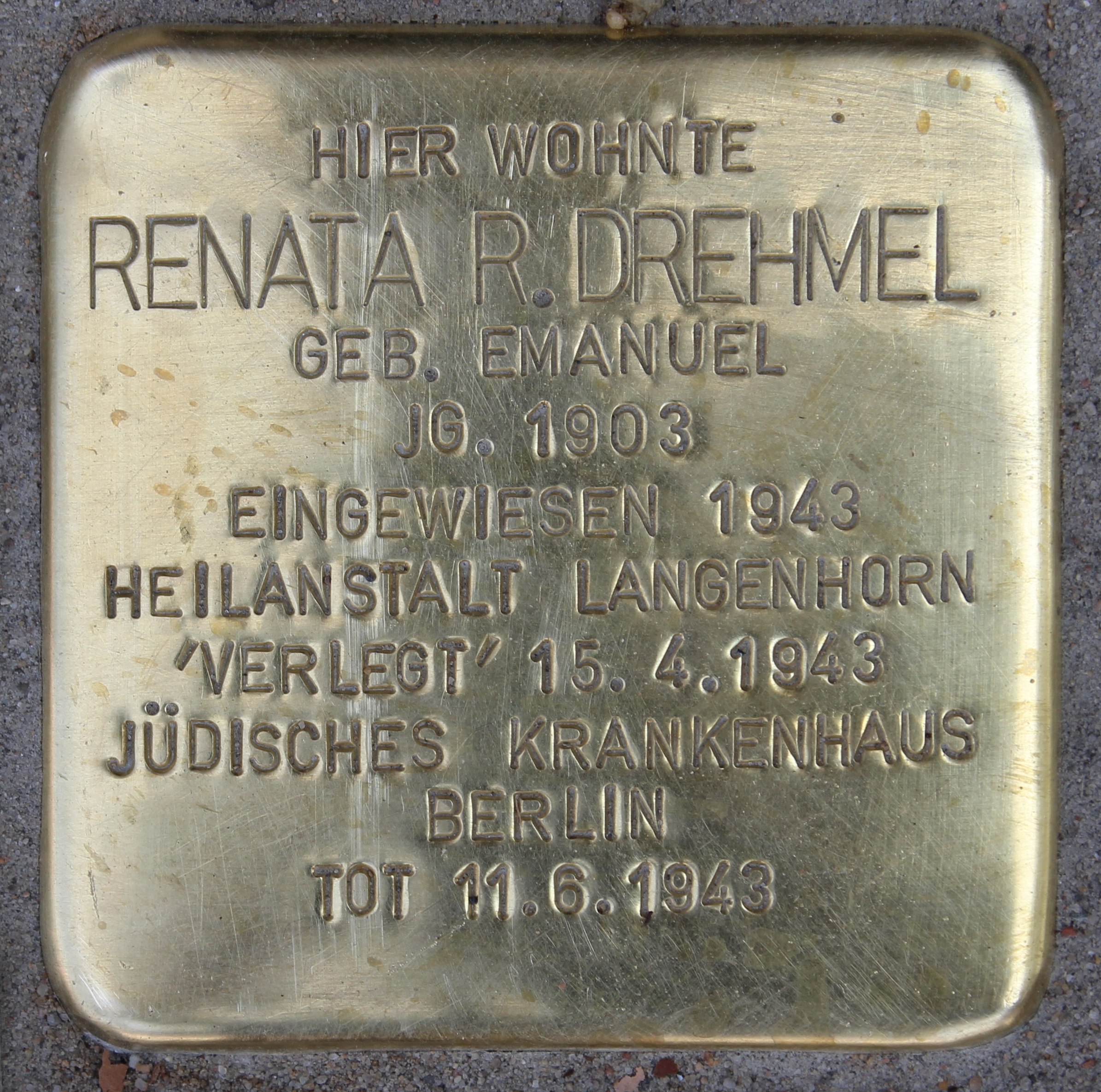
Renata Rahel Drehmel vor der Gärtnerstraße 117